# Konstantinos Chamalidis
Konstantinos Chamalidis (16 aprile 1996) è un taekwondoka greco.

## Palmarès
- Europei

Sofia 2021: bronzo nei -68 kg.